# Ksenofobia

Zniszcz tego szalonego brutala. Amerykański plakat werbunkowy z okresu I wojny światowej przedstawiający Niemców w sposób ksenofobiczny

Ksenofobia – postawa charakteryzująca się lękiem, niechęcią a nawet wrogością względem przedstawicieli obcych narodów, kultur czy grup społecznych, często rozszerzająca się na wszystko co z nimi związane. Osoba przejawiająca ksenofobię to ksenofob.
Ksenofobia może stać się immanentną wartością powszechnie akceptowaną w społeczeństwie lub w pewnych grupach społecznych. Jej przeciwieństwami są za to ksenolatria (kult obcości) oraz ksenofilia (umiłowanie odmienności, inności).

## Etymologia
Autorem terminu ksenofobia był Rutherford Hayes, amerykański adwokat, prezydent Stanów Zjednoczonych w latach 1877-1881. Stanowi on połączenie stgr. ξένος ksenós (obcy, gość) z stgr. φόβος phóbos (strach) – czyli „strach przed obcymi”.